# میلوکسیان
میلوکسیان (انگلیسی: Milvexian) یک مهارکننده فاکتور XIa است که به عنوان یک ضد انعقاد عمل می‌کند. این دارو از طریق دهان مصرف می‌شود.